# Qarah Bonyād
Qarah Bonyād (persiska: قَلعِۀ بُنياد, قَرِه بُنياد, قره بنياد, Qal‘eh-ye Bonyād) är en ort i Iran.   Den ligger i provinsen Markazi, i den centrala delen av landet, 280 km sydväst om huvudstaden Teheran. Qarah Bonyād ligger 2 049 meter över havet och antalet invånare är 761.
Terrängen runt Qarah Bonyād är varierad.Runt Qarah Bonyād är det ganska tätbefolkat, med 54 invånare per kvadratkilometer. Närmaste större samhälle är Tūreh, 12,2 km öster om Qarah Bonyād. Trakten runt Qarah Bonyād består i huvudsak av gräsmarker.